# ゴマフガモ
ゴマフガモ（胡麻斑鴨、Stictonetta naevosa）は、カモ目カモ科ゴマフガモ属に分類される鳥類。本種のみでゴマフガモ属を構成する。

## 分布
オーストラリア
繁殖期になると主にニューサウスウェールズ州や西オーストラリア州南西部に飛来する。

## 形態
全長48 - 59センチメートル。翼長オス18.6 - 25.8センチメートル、メス20.5 - 23.6センチメートル。後頭が瘤状に隆起する。全身は黒褐色や灰褐色で、白く細かい横縞が入る。
嘴は大型で、色彩は濃灰色。鼻部がやや高い。後肢前部は網目状の鱗で覆われる。後肢の色彩は灰色。
オスは繁殖期になると嘴基部が赤みがかる。メスはオスよりも淡色。卵の殻は緑白色。

## 分類
後肢前部の鱗、気管の形状から、系統が古く原始的な種で現生種では近縁種がいないと考えられている。雛の形態、解剖学的解析から、ガン類に近縁とする説もある。

## 生態
河川や湖沼・湿原などに生息する。
食性は植物食で、種子、藻類などを食べる。水面を泳ぎながら採食を行い、潜水はしない。
繁殖形態は卵生。水辺の物陰などに巣を作る。産座には厚く羽毛を敷き詰める。6 - 10個の卵を産む。メスのみが抱卵・育雛を行う。抱卵期間は26 - 28日。

## 人間との関係
旱魃などによる生息数の変動が大きいものの、干拓による生息地の破壊、同科他種と誤っての狩猟などにより生息数は漸減していると考えられている。1980年代における生息数は19,000羽以下と推定されている。